# Rahona
Rahona é um gênero de traça pertencente à família Arctiidae.